# Silent Hill 2
Silent Hill 2 (укр. Мовчазний пагорб 2) — багатоплатформова відеогра в жанрах survival horror та action-adventure, розроблена японською командою Team Silent і видана Konami. Гра була випущена на ігровій приставці PlayStation 2 в США 24 вересня 2001 року, через три дні — в Японії, а 23 листопада — в Європі. Згодом проект було портовано на персональні комп'ютери та консоль Xbox. У перший місяць продажу було реалізовано понад мільйон копій проекту.
HD-ремастеринг Silent Hill 2 у високій чіткості, розроблений Hijinx Studios, з'явився 20 березня 2012 року на платформах PlayStation 3 та Xbox 360.
Хронологічно є другою грою в серії Silent Hill, проте сюжетно не пов'язана напряму з першою частиною. Дія відбувається у вигаданому всесвіті, що певною мірою нагадує реальний світ, проте його реальність частково перетинається з так званим «альтернативним світом». Головним героєм є Джеймс Сандерленд, котрий отримує від своєї загиблої дружини листа з проханням приїхати до курортного містечка Сайлент Хілл. Ігровий процес полягає у вирішенні загадок, пошуку необхідних предметів, дослідженні локацій, протистоянні головного героя та монстрів.
Гра отримала загальне визнання поміж критиків, а десять профільних видань навіть поставили їй найвищий бал. Більшість оглядачів високо оцінили загальну атмосферу та глибину сюжету, вибудованого навколо любові, ненависті, смерті, насилля, злочину та покарання, божевілля, а також табуйованої тематики сексуального насилля та інцесту. Музичний супровід, на думку деяких критиків, є одним з найкращих в історії відеоігор. Негативно ж оглядачі зустріли систему управління, роботу віртуальної камери та нелогічність загадок. Перевидання Silent Hill HD Collection отримало неоднозначні відгуки, головним чином через численні аудіо та візуальні недопрацювання. Silent Hill 2 входить до списків найкращих ігор усіх часів та займає високі позиції в чартах найстрашніших хорорів ігрової індустрії. Ремейк, розроблений Bloober Team, буде випущений у жовтні 2024 року.

## Ігровий процес

Скріншот гри. На передньому плані — протагоніст Джеймс Сандерленд, озброєний дошкою; на задньому — монстр Манекен

Silent Hill 2 належить до жанру survival horror від третьої особи з елементами екшену та квесту. В грі не використовується HUD-інтерфейс, тому перевірка стану здоров'я героя, огляд знайдених документів, а також комбінування предметів відбуваються на екрані інвентаря, що відображається в режимі паузи. Вибравши предмет можна здійснити кілька дій: оглянути його, використати за призначенням, скомбінувати, увімкнути чи вимкнути. Тремтіння екрану означає, що героя поранено; червоний кант навколо екрану — що здоров'я залишилося менше половини; якщо ж в кутку починає миготіти хрест — здоров'я лишилося зовсім мало. Окрім різноманітних предметів, ліків та зброї, гравцю також трапляються карти, що допомагають орієнтуватися. Читати їх можна лише за доброго освітлення, або при світлі ліхтарика. З ходом гри на карті з'являються позначки для дверей, ключів і перешкод та інші примітки:8, 22.
В ігровому процесі переважають дослідження міста, пошук ключів та інших предметів і розгадування головоломок. Боротьбі з ворогами приділено порівняно менше уваги. Рівні складності для головоломок та бойової системи не пов'язані між собою та обираються перед грою окремо. Загалом можна обирати з-поміж чотирьох режимів складності для кожної складової: «Новачок» (англ. Beginner), «Легкий» (англ. Easy), «Нормальний» (англ. Normal) і «Важкий» (англ. Hard) — для боїв; «Легкий», «Нормальний», «Важкий» і «Екстра важкий» (англ. Extra Hard) — для загадок. При виборі «Новачка» на Xbox і PlayStation 2 битися з монстрами стає взагалі не потрібно:6:6. Джеймс може користуватися ліхтариком чи кишеньковим радіо, котре шумом попереджує про наближення монстрів. Збереження гри на консольних версіях можливе лише біля червоних листків:9, на комп'ютерній версії — будь де:13.
У Silent Hill 2 присутні два види зброї: ближнього та дальнього бою. До холодної зброї належать дерев'яна дошка, сталева труба, Великий ніж, бензопила, гіпер-спрей та китайський тесак, а до вогнепальної — пістолет, револьвер, дробовик і мисливська рушниця. Здоров'я можна відновити за допомогою аптечок, пляшечок з ліками й ампул. У середньому проходження основної частини гри займає близько 6 годин, а сюжетного доповнення — 1 годину; максимальний час може сягати 12 і 3 годин відповідно. Після успішного завершення гри відображується рейтинг, що враховує кількість збережень гри, зазнаних уражень, убитих ворогів, вже відкритих гравцем кінцівок та інші фактори.

## Сюжет

### Місце дії
Гра не є прямим продовженням першої частини серії, але дія тут відбувається в тому ж невеликому містечку, розташованому в північно-східній частині Сполучених Штатів Америки. Номерні знаки, що можна побачити на автівках під час гри, належать штату Мічиган. Архітектура центру міста створювалася під враженням від реально існуючого населеного пункту Сан-Бруно. Сюжет Silent Hill 2 розгортається в південній частині Сайлент Хіллу та містить деяку інформацію щодо історії міста. Сила Сайлент Хіллу поглинає все, що приховують людські серця, й матеріалізує їх забобони, хибні думки та фрагменти підсвідомості; в паралельному світі кожен бачить речі по-своєму.

### Лист із Тихого Раю
Основний сценарій гри має назву «Лист із Тихого Раю» (англ. Letter from Silent Heaven). Головний герой, Джеймс Сандерленд, ось уже три роки як не може оговтатися від смерті дружини — Мері померла від рідкісної та невиліковної хвороби. Аж якось Джеймс отримує листа, підписаного ім'ям покійної. Вона пише, що чекає його в їх «особливому» місці в містечку Сайлент Хілл, де вони колись проводили чимало часу. Лист викликає сум'яття і біль у Джеймса, він не може повірити, що дружина жива. Щоб у всьому розібратися, він вирушає в Сайлент Хілл.
Оглядаючи околиці занедбаного вкритого туманом міста, на кладовищі він зустрічає дівчину на ім'я Анджела:60, у котрої запитує дорогу. Вказавши вірний шлях дівчина розповідає, що з цим містом щось не так, і радить Джеймсу триматися від нього якнайдалі:37. У подальшому дівчина зустрічається ще неодноразово — в основному вона або займається пошуками матері, або перебуває у повному відчаї, що межує з суїцидом. Згодом герою трапляється Лежача фігура, котру йому доводиться забити дерев'яною дошкою. Надалі Джеймсу все частіше починають зустрічатися різні потвори. В багатоквартирному будинку «Лісова долина» герой вперше бачить дівчинку Лору та вперше стикається з Пірамідоголовим — чудовиськом, що переслідуватиме його всю гру:63. В одній з квартир цього будинку Сандерленду трапляються труп і хлопець на ім'я Едді, який стверджує, що нікого не вбивав.
У парку Роузуотер (англ. Rosewater Park) Джеймс зустрічає Марію, котра зовні дуже схожа на його покійну дружину. Дівчина переконує його узяти її з собою. Згодом герой починає розуміти, що Лорі щось відомо про Мері, і починає переслідувати її містом. В шпиталі Брукхевен (англ. Brookhaven Hospital), потрапивши в альтернативну версію будівлі, Джеймсу доводиться втікати від Пірамідоголового. Він рятується в ліфті, тоді як Марія не встигає за ним та гине:79.
Герой продовжує пошуки і вирушає до Історичної спілки Сайлент Хіллу (англ. Silent Hill Historical Society), де знову знаходить Едді поруч із трупом. Хлопець заявляє, що легко застрелив чоловіка, котрий насміхався з його надмірної ваги, але швидко обертає все на жарт і йде геть. В будівлі Історичної спілки починається спуск героя чудернацьким лабіринтом. Джеймс несподівано зустрічає Марію в зачиненій кімнаті з ґратами — дівчина жива й неушкоджена. Між ними відбувається дивний діалог, в якому вона згадує дні, що Джеймс та Мері провели в готелі, та запевняє, що буде тим, ким він захоче її бачити. Герой йде, пообіцявши знайти шлях до дверей її кімнати. По дорозі він рятує Анжелу від нападу Абстрактного татуся. Дівчина зізнається, що справді була зґвалтована батьком. А з газетної вирізки стає зрозуміло, що Анжела вбила його перед подорожжю в Сайлент Хілл:62. У підсумку Джеймс таки відшукує вхід до кімнати Марії, але всередині знаходить на ліжку її мертве тіло:63. У пошуках виходу з цього дивного місця протагоніст вкотре зустрічає Едді в оточенні трупів. Хлопець остаточно втрачає контроль та стверджує, що всі вони з нього знущались і Сандерленд такий самий. Боронячись Джеймсу доводиться вбити Едді:62.
Діставшись виходу герой перетинає озеро на човні та потрапляє до готелю «Вид на озеро» (англ. Lake View Hotel), де він з Мері свого часу провели щасливу відпустку. Тут Джеймс знаходить відеокасету з записом відзнятим тоді ж. Пояснення Лори та цей відеозапис допомагають герою згадати правду: його дружина не загинула від хвороби кілька років тому — нещодавно він сам задушив її:60. У цей час з листа зникає текст. В готелі Джеймс також зустрічає Анжелу, котра все ж вирішує покінчити з собою. Дівчина піднімається палаючими сходами, запевняючи, що за життя завжди почувалася як у пеклі:62. Згодом Сандерленд зустрічає двох Пірамідоголових, що списами вбивають приковану до ліжка Марію. Джеймс розуміє, що чудовисько з'явилося через його бажання покарати себе за гріхи:64. Після загибелі Пірамідоголових зникає і сам лист. Герой піднімається на дах, де, залежно від попередніх дій гравця, стикається або з Мері, або з Марією.

### Кінцівки
Гра має 6 різних сюжетних фіналів. Отримання певної кінцівки залежить від ряду факторів: як далеко відходив Джеймс від Марії, чи навідував він її у шпиталі, чи зазнавала вона пошкоджень від монстрів, чи дослухав гравець до кінця монолог Мері в готелі, чи використовував лікувальні предмети, чи читав щоденник на даху шпиталю, чи оглядав ніж Анжели, чи проходив гру раніше, чи знаходив особливі квестові предмети тощо.
Згідно з офіційним посібником, жодна з кінцівок не є істинною. Кожна з них формує закінчену історію, і лише дії гравця впливають на підсумкове сприйняття подій. Гай Сіхі, котрий озвучив протагоніста, надавав перевагу фіналу Leave, оскільки саме таку долю він обрав би для себе. Проте він також писав, що «це своєрідна стіна, котрою я обгородився, аби зберегти душевний спокій. <…> Фінал In Water є більш канонічним, прийнятним та завершеним. Насправді він чудовий». Актор пов'язував цю розв'язку з японською практикою синдзю, що полягає в родинному вбивстві, поширеному в Японії як спосіб позбутися ганьби. Сіхі дуже негативно сприйняв Dog-кінцівку, навіть відмовився брати участь у її створенні. Поява цього жартівливого фіналу пов'язана зі спеціальною скринькою, до якої розробники свого часу кидали відповіді на запитання «У чому причина химерності Сайлент Хіллу?». Там серед варіантів траплялися і наступні: «Змова прибульців», «Заяскраве сонце», «Через собаку».
- «У воді» (англ. In Water) — в заключній сцені Джеймс зустрічає Марію в подобі Мері. Він каже, що Марія йому більше не потрібна, тоді та перетворюється на демона й атакує. Після бою протагоніст опиняється біля лежачої на ліжку Мері. Він просить пробачити його за скоєне, і Мері відповідає, що й сама хотіла вмерти, аби спинити біль. Вона пробачає Джеймсу і віддає йому лист. У неї починається напад кашлю, і поступово вона затихає. Джеймс бере її тіло з собою в машину та в'їжджає в озеро Толука[57][69]. Він вирішує покінчити з собою, аби бути з дружиною після смерті[64][70].
- «Прощання» (англ. Leave) — в заключній сцені Джеймс зустрічає Марію в подобі Мері. Він каже, що Марія йому більше не потрібна і він хоче припинити цей жах. Дівчина ж бажає зайняти місце Мері поруч з ним, проте невдовзі розуміє, що й він сам заслуговує на смерть. Після бою протагоніст опиняється біля лежачої на ліжку Мері. Він просить пробачити його за скоєне, каже, що ненавидів її через хворобу та хотів повернути собі спокійне життя. Мері запитує, чому ж той сумує, якщо це правда. Вона хоче, аби Джеймс продовжував жити, і віддає йому прощальний лист, після чого помирає. В решті решт герой разом з Лорою покидає місто через кладовище, в той час як за кадром Мері зачитує свого листа[57][64][69].
- «Марія» (англ. Maria) — в заключній сцені Джеймс зустрічає Мері. Вона засуджує його за все, що він скоїв, перетворюється на демона й атакує[71]. Вдруге вбивши свою дружину головний герой повертається на набережну, де зустрічає Марію, котрій пропонує поїхати з міста разом з ним[72]. Марія віддає йому листа Мері, з якого Джеймс отримує прощення та дозвіл почати нове життя. Дорогою до машини Марія починає кашляти[57][64][69].
- «Переродження» (англ. Rebirth) — в заключній сцені Джеймс зустрічає Марію в подобі Мері й каже, що з нею покінчено. Після фінального бою герой з трупом дружини пливе на човні озером Толука до острова, на якому видно церкву. Схоже, що він збирається вдатися до темного ритуалу задля воскресіння Мері[57][64][69][73].
- «Собака» (англ. Dog) — Джеймс потрапляє в приміщення, повністю обладнане комп'ютерною технікою. На стільці, смикаючи за важелі, сидить собака. З криком «То це все твоя робота!» протагоніст падає долу. Собака підбігає та починає лизати йому обличчя[69][74][75][76].
- «НЛО» (англ. UFO) — до кімнати готелю підлітає велика кількість літаючих тарілок. З'являється Гаррі Мейсон, головний герой першої гри Silent Hill, котрий цікавиться, чи не бачив Сандерленд маленьку дівчинку невеликого зросту з чорним волоссям. У відповідь Джеймс запитує, чи не зустрічав Гаррі його дружину Мері[77]. Зненацька на Джеймса нападає прибулець і разом з Гаррі забирає його непритомного на один з кораблів, після чого всі НЛО летять геть[75]. Це традиційна жартівлива НЛО-кінцівка, в даному випадку вона стилізована під німе чорно-біле кіно і доступна лише в спеціальних виданнях гри[41][78].

### Породжена бажанням
«Породжена бажанням» (англ. Born from a Wish) це побічний сценарій, що ввійшов до спеціальних видань гри. Події розгортаються незадовго до зустрічі Джеймса та Марії в парку Роузуотер. Прокинувшись у клубі Heaven's Night Марія, не розуміючи, що коїться, сповнена тривоги та самотності, починає думати про самогубство. Проте дівчина все ж наважується вийти в місто на пошуки когось живого. В результаті блукань вона потрапляє до особняка Ернеста Болдуїна (англ. Ernest Baldwin). Господар зачинився в кімнаті й налаштований непривітно, проте згодом він просить Марію принести пляшку з Білим єлеєм, що потрібна йому для проведення ритуалу Holy Assumption задля воскресіння дочки. В решті решт Болдуїн доходить висновку, що вже нічого не зможе виправити, а Марія розуміє, що розмовляла з привидом. Дівчина знову пересилює думки про суїцид та вирушає на пошуки Джеймса, про прибуття якого її попередив Ернест.

### Персонажі
Усього в грі шість головних дійових осіб, що опинилися в Сайлент Хіллі з певних власних причин. До міста їх пориває почуття провини, і там остаточно вирішується їхня доля. Розробники хотіли, аби протагоніст став «відображенням зла», проти якого в першій грі серії боровся Гаррі Мейсон.
- Джеймс Сандерленд (англ. James Sunderland) — основний ігровий персонаж, двадцятидев'ятирічний чоловік з зеленими очима та світлим волоссям. За характером тихий і неговіркий. Працював клерком в одній з невеличких компаній. Дуже кохав свою дружну[69] та прибув до міста в її пошуках[55]:59. Через емоційну порожнечу перебував в стані постійного трауру[35]:4. Отриманий ним лист був лише ілюзією; аби позбутися тягаря догляду за хворою дружиною та звільнити її саму від безвиході хвороби, Джеймс власноруч убив Мері. Проте він не зміг визнати свій гріх і під оманою власних вигадок вирушив до Сайлент Хіллу[82]. Його доля не цілком визначена, в різних сюжетних кінцівках він може покінчити з собою, покинути місто прийнявши реальність або ж продовжити жити в ілюзіях[64]. На ранніх етапах розробки проекту герой мав дві особистості — Джозефа та Джеймса, проте цей задум у підсумку не було реалізовано. Ім'я Джозеф запозичено у ймовірного Джека-Різника, ім’я Джеймс розробники називають похідним від попереднього[82], а прізвище Сандерленд приблизно перекладається як «той, що втратив зв'язок з реальністю»[60]. В оригінальній англомовній версії гри героя озвучив Гай Сіхі (англ. Guy Cihi), в HD-перевиданні — Трой Бейкер[83][84][85]. Сіхі описував свого персонажа як звичайну пересічну людину з величезною трагедією; у неї всередині зосереджено стільки болю, що місця для виживання просто не залишилося[62]. За його словами, Джеймс, попри всю свою доброту та турботу, відчував гнів; він — жертва обставин[67].
- Мері Шеперд-Сандерленд (англ. Mary Shepherd-Sunderland) — двадцатип'ятирічна дружина Джеймса, домогосподарка. Добра, розумна та гарна жінка. Під час хвороби вона стала примхливою, дратівливою та часом доходила до нестями[69]. Її смерть три роки тому — лише ілюзія Джеймса[82]. Насправді тоді у неї погіршився стан, але вона була жива незадовго до основних подій гри[86]. Мері отримала ім'я на честь Мері Келлі[en], однієї з жертв Джека-Різника[60][82]. У початковому виданні героїню озвучила Моніка Хорган (англ. Monica Horgan), у перевиданні — Мері Елізабет Макглінн[27][83]. Хорган згадувала, що на виконання цієї ролі вплинула рання смерть її матері[87].
- Марія (англ. Maria) — двадцатип'ятирічна жінка, супутниця Джеймса значну частину гри. Розумна та енергійна, іноді занадто імпульсивна[69]. Зовні дуже схожа на Мері, проте їх смаки та характери повністю протилежні. Являє собою оманливий образ, породжений свідомістю Джеймса, неспроможного витримати тягар власного злочину[82][88]. Появі Марії сприяли містичні сили Сайлент Хіллу. На думку ігрових журналістів, вона увібрала все, що протагоніст хотів бачити у своїй дружині. Вона постійно натякає героєві на справжній перебіг подій[69]. На це також спрямовані постійні появи Пірамідоголового та повторювані ним убивства Марії[58]. Аналогічно задуму для протагоніста, на початку розробки гри Марія та Мері були двома особистостями однієї людини[82]. В результаті обидва образи стали своєрідним експериментом з поєднання Ероса і Танатоса в основній сюжетній лінії[68]. Марію озвучили ті ж актриси, що й Мері[27][83]. Моніка Хорган називала героїню жінкою, що вміло використовує свої слабкості. За її словами, образ Мері не виглядає пласким, вона може потребувати допомоги, здаватися вразливою й водночас бути холодною, надзвичайно розважливою та навіть смертельно небезпечною[89].
- Анжела Ороско (англ. Angela Orosco) — дев'ятнадцятирічна дівчина, що прибула до Сайлент Хіллу в пошуках матері[69]. Має темне волосся та карі очі. У грі вона постає сумною, пригніченою та замкненою героїнею, що постійно перебуває в прострації. Її життя повне страждань та знущань, що їй довелося терпіти з дитинства. Не витримавши ґвалтувань батька, Томаса Ороско, вона його вбила[21][69]. Своїм ім'ям завдячує головній героїні фільму «Мережа», Анжелі Беннетт, у виконанні Сандри Буллок[60]. Для Анжели, як і інших другорядних персонажів, не передбачено кількох можливих перебігів подій. Дівчина врешті-решт коїть самогубство, що було названо ігровою пресою цілком закономірним[69]. Персонажа озвучили Донна Берк в оригінальній версії та Лора Бейлі в Silent Hill HD Collection[27][83]. Берк також виконала роль Клаудії в Silent Hill 3 і порівнюючи цих героїнь відзначила, що для актора роль очільника церкви цікавіша[90].
- Едді Домбровскі (англ. Eddie Dombrowski) — молодий чоловік 24 років, блондин з сірими очима[69]. До початку основного перебігу подій працював на автозаправці неповний робочий день[35]:15[82]. На перший погляд простодушний та незграбний. З нього часто кепкували через його статуру. Проте, не зважаючи на притаманну йому пасивність, він також схильний до насилля. І коли злість та розчарування сягають апогею, Едді в приступі гніву вбиває собаку та ранить її господаря[91]. Хлопця переслідує поліція, згодом він опиняється в Сайлент Хіллі[82]. Перед гравцем постає вже досить нервовим, постійно шукає виправдання своїм діям, в розмові займає оборонну позицію. Йому всюди ввижаються люди, що сміються з нього. На думку ігрових оглядачів, вбивство для Едді є способом самоствердитися, довести свою індивідуальність. У підсумку хлопець гине сам[69]. В початковому сценарії персонаж поставав дуже веселим, проте згодом ці моменти прибрали. Залишилось лише ім'я, дане йому на честь американського комедійного актора Едді Мерфі[60][82]. Озвученням героя займався Девід Шауфеле (англ. David Schaufele), а в перевиданні — Ліам О'Браєн[en][27][83]. Шауфеле роль Едді нагадала фільм «Психо»[92].
- Лора (англ. Laura) — свавільна та вперта дівчинка-сирота[35]:14. Має світле волосся і блакитні очі[69]. Лежала в одній лікарні з Мері, де полюбила її як власну матір[82]. До Джеймса Лора сповнена докорами та злістю[69]. Також вона умисне зображена не маленьким янголом, а хитрою дитиною[68]. Але, не зважаючи на це, вона єдина не має пітьми в серці. Тому місто для неї виглядає звичайно, вона не бачить ані Марію, ані потвор[82]. Ігрові оглядачі назвали Лору найневиннішим персонажем гри, втіленням правди, недоступної іншим дійовим особам[69]. Ім'я її взято розробниками з документальної книги «Немає слів, окрім ридання» (англ. No Language But a Cry) Річарда д'Амброзіо (англ. Richard D'Ambrosio)[82]. Озвученням займалася Жаклін Брекенрайдж (англ. Jacquelyn Breckenridge)[К 5][83]. Жаклін вважала, що її героїня по-дитячому грайлива, але разом з тим хитра та здатна маніпулювати людьми[93].

Хоча напряму гра не пов'язана з іншими проектами серії, щодо персонажів є ряд спільних моментів, котрі вибудовують наскрізну історію вигаданого ігрового всесвіту. Так Волтер Салліван, про якого можна прочитати в газетній статті в Silent Hill 2 (вбив двох дітей, після чого покінчив з собою) став антагоністом четвертої гри серії. А головний герой Silent Hill 4 згадує, що син суперінтенданта Френка Сандерленда (ймовірно Джеймс) пропав два роки тому разом із дружиною. Джеймс також мав камео в Silent Hill: Shattered Memories, разом з Анжелою — в Silent Hill 3, разом з Лорою та Мері — в Silent Hill: Downpour.

## Розробка

### Автори
Silent Hill 2, як і першу частину, розроблено командою Team Silent, структурним підрозділом корпорації Konami Computer Entertainment Tokyo. Рішення про створення другої гри, а отже перетворення Silent Hill на ігрову серію, було продиктовано як фінансовими мотивами (комерційний успіх першої частини), так і творчими (у команди лишалися нереалізовані задуми). Робота над проектом почалася влітку 1999 року. Концепцію історії сформував CGI-директор Такайосі Са́то. Основну частину сценарію написав Хіроюкі Оваку, а Сато зайнявся діалогами для жіночих персонажів.
Продюсер Акіхіро Імамура відслідковував коментарі до першої частини та приймав їх до уваги при роботі над Silent Hill 2. За його словами, над цією грою працювало півсотні людей: вся творча команда причетна до Silent Hill, і 30 людей, котрих перевели з Konami Computer Entertainment Tokyo. Сато відмічав, що загалом художники та програмісти з Team Silent були в першу чергу майстрами своєї справи і виросли без будь-яких комп'ютерних ігор. На його думку, це дозволило створити продукт принципово іншої якості:54.
Продукт початково створювався для ігрової приставки Playstation 2. Портуванням Silent Hill 2 на персональні комп'ютери займалася студія Creature Labs, а розробкою HD-видання — Hijinx Studios. Konami зробила другу частину серії своїм головним проектом 2001 року. При створенні гри було задіяно 7 акторів озвучення:24, котрих відібрали з близько 50 претендентів.

### Технічні особливості
Silent Hill 2, як і перша частина серії, належить до жанру психологічного survival horror. Але тут розробники акцентували увагу на сюжетній складовій, тоді як в Silent Hill на перший план виходив геймплей.
Апаратна система PlayStation 2 дала змогу покращити анімацію, міміку, ефект туману, тіні та візуальний ряд загалом. Обираючи розташування та кут віртуальної камери в Team Silent старалися віднайти баланс між творчим баченням та зручністю гри.

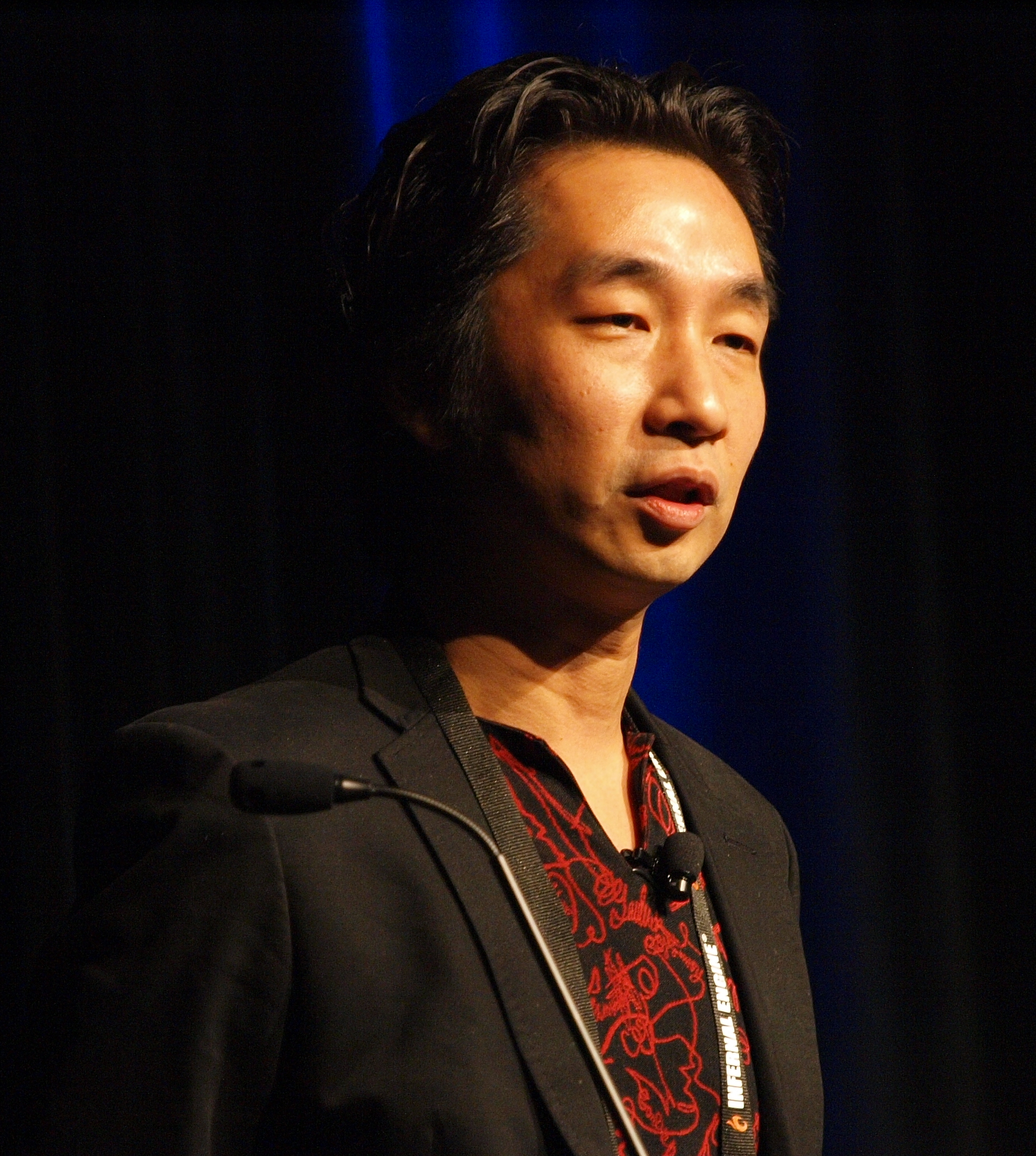
Акіра Ямаока — звукорежисер і композитор Silent Hill 2

Графічна продуктивність Silent Hill 2 становить близько 30—40 кадрів на секунду. Гральний рушій підтримує роздільність до 1600×1200 точок включно. В грі присутні як попередньо візуалізовані CG-FMV-ролики, що тривають загалом близько 10 хвилин, так і відео в режимі реального часу загальною тривалістю приблизно півгодини. В налаштуваннях графіки з'явилася опція noise (з англ. шум), котра створює ефект старої кіноплівки. Розробники пишалися цим нововведенням, відмічаючи, що прагнули передати якомога менш полігональне зображення. Збільшення роздільності та ефект шуму і справді допомагали маскувати огріхи текстур.
PC-версія Silent Hill 2 має підтримку акустичних систем форматів 5.1 та 7.1, а в PS2-версію було інтегровано технологію «S-FORCE», що створює об'ємний звук використовуючи звичайні стерео-динаміки:22. В Silent Hill 2 поширені різноманітні звукові ефекти, в тому числі тривимірні, котрих нараховується більше 50: починаючи з усіляких криків і закінчуючи скрипінням розбитого скла. Деякі з них було записано на високих чи низьких частотах, що не сприймаються людиною як чутний звук. Звуків ходьби протагоніста у відеогрі близько 200. На думку розробників, разом з музикою вони створювали і надзвичайну атмосферу. Звукорежисер вважав звуки з Resident Evil настільки стандартними, що люди «звикли їх чути». Тому в Silent Hill 2 він спробував додати те, що здивувало б слухача та кинуло виклик його уяві. За задумом звуки мали викликати у гравців фізичний відгук. Ямаока також неодноразово підкреслював, що тиша це також звук.
У перевиданні Silent Hill HD Collection було значно покращено візуальні ефекти, поліпшено роботу з освітленням та замінено всі текстури на більш детальні. Роздільність підвищено до 720p, для звуку додано підтримку формату 5.1. Гру також було переозвучено новими акторами, а саундтрек пройшов ремастеринг.
Загальний термін розробки перевидання (до зібрання також входить третя частина гри) перевищив два роки. Проте, не зважаючи на численні відтермінування його виходу, Silent Hill HD Collection мав велику кількість недопрацювань: низькі продуктивність і стабільність, проблеми з синхронізацією, звуком, відображенням текстур та ефекту туману. 21 березня 2012 року з'явився патч, модернізуючий HD-видання до версії 1.01, що призначався лише для PlayStation 3. Але він не виправляв періодичні зависання, проблеми з внутрішньоігровим відео та текстурами. Наступний патч вийшов 11 липня; він виправляв проблеми, пов'язані з кадровою частотою, синхронізацією голосу та відображенням туману.
Коментар Масахіро Іто щодо візуальних змін у HD-перевиданні
Причина значних недоліків перевидання полягала в тому, що Konami втратила первинні матеріали другої та третьої частин серії і Hijinx Studios була змушена працювати з бета-версією збірки коду. Через це команда зіткнулася не лише з багами при портуванні проекту, а й з тими помилками, котрі свого часу були виправлені Team Silent в оригіналі. Багато складових, у тому числі текстури та звукові файли, бралися зі скомпільованих версій гри.

### Виробничий процес
Початкова версія сценарію була двічі кардинально переписана. Попервах Team Silent не опиралася в розробці на етичні стандарти Computer Entertainment Supplier's Association, і згодом проект довелося корегувати згідно з правилами цієї організації. Надалі автори консультувалися з CESA перед тим як додавати спірні фрагменти до гри. Сато хвилювався, аби його команда не «зайшла надто далеко», проте він вважав деякі епізоди невід'ємними для пояснення сюжетних ліній. Деякі сцени дійсно було виправлено, наприклад епізод з блюванням, що супроводжувався дуже моторошним звуковим ефектом — комп'ютер, на якому його записували, тричі зламався і тоді було втрачено 18 гігабайтів матеріалу, тож Сато сприйняв це як божественне знамення.
Внесок Акіри Ямаоки до проекту не обмежився створенням музичного супроводу; він часто ділився своїми думками щодо гри, за його словами — «…настільки, що діяв усім на нерви». У підсумку багато його ідей було відхилено, а деякі дійшли до релізу у зміненому вигляді. Зокрема, вбивство Мері та самогубство Джеймса, одні з найтривожніших сцен Silent Hill 2, здебільшого «лишились за кадром». Щонайменше один з цих моментів був набагато жорсткішим: на виявлених користувачами альтернативних звукових доріжках, що мали б супроводжувати смерть Мері, присутні приглушені крики, замість тиші, що має місце у фінальній версії.
Студія вирішила не використовувати занадто відверті сцени насилля у грі, в епізодах зі зґвалтуванням не фігурували видимі статеві органи. Проте на етапі проходження цензури Team Silent більше хвилювали лайка одного з персонажів та проблема написання слова «бог» з великої чи малої літери, ніж самогубство головного героя. В деяких питаннях розробники не йшли на компроміс. Як згадував творчий консультант команди та режисер Джеремі Блаустейн (англ. Jeremy Blaustein), «ці хлопці були не з сором'язливих. Вони зробили/створили саме те, що хотіли зробити/створити».
Джеремі займався локалізацією тексту, визначав, як репліки звучатимуть англійською, хто та з якою інтонацією їх казатиме. Англомовне озвучування було присутнє як в американській, так і в японській версіях проекту, тому тандем Оваку та Блаустейна забезпечував максимальну природність реплік персонажів. Сценарій корегувався, якщо англійською фраза звучала дивно чи взагалі не могла бути нормально перекладена. Проте, не зважаючи на допомогу Оваку, локалізація все одно ускладнювалася багатою сюжетною символікою та нелінійністю процесу в цілому. На думку Блаустейна, особистість сценариста, котрого він описав як тихого, замкненого хлопця, повністю відповідала духу гри.
Для кожного з персонажів було створено численні ескізи, в тому числі профілі з різних боків, що унаочнювали форму черепа. Потім було розроблено каркасні моделі, кожна з яких мала 6 тисяч полігонів. А на наступному етапі було закріплено текстури. Вперше в серії використовувалася технологія захоплення руху, що вимагала від акторів пластичних рухів та правильної мови. Оскільки записаний під час цього процесу звук не міг бути достатньо якісним, начитка тексту відбувалася в студії звукозапису. Отримані після захоплення руху дані імпортувались до редактора Autodesk Softimage. Коли інформація проходила 3D-візуалізацію, розробники намічали рухи, фіксували анімацію, створювали освітлення, розміщували камери та переходили до рендерингу сцен.

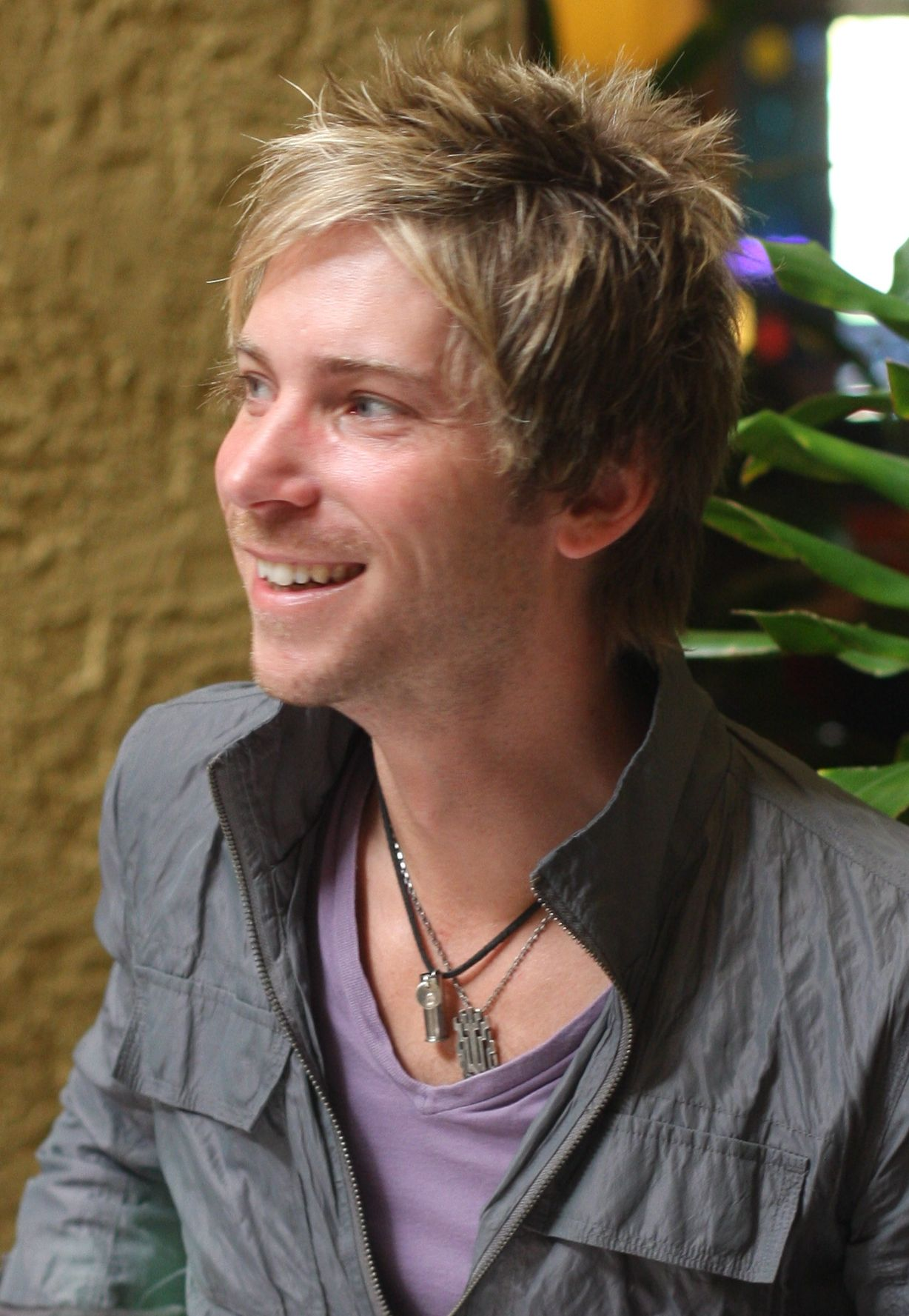
Трой Бейкер озвучував Джеймса в Silent Hill HD Collection

Гай Сіхі потрапив на прослуховування випадково. Його донька проходила проби на роль Лори, і, супроводжуючи її, він переглянув знайдений у кімнаті відпочинку сценарій. Гай попросив у Джеремі Блаустейна дозволу зачитати репліки Джеймса, і той погодився. За кілька місяців Блаустейн зателефонував Сіхі, аби повідомити, що саме він отримав цю роль. Донька Гая схвалила участь батька у проекті, хоча саму її до участі не запросили. Сіхі вдалося легко вжитися в роль свого персонажу. Сам процес він назвав катарсисом. Незадовго до роботи в проекті Гай розлучився з дружиною. Він казав: 
| Ліві лапки | Я міг легко передати сльози і сум, коли це було потрібно. З моєю колишньою я пройшов крізь пекло та часом був на межі суїциду. Якби не мої діти, я не впевнений, що впорався б. Я не міг змиритися з думкою про те, щоб лишити їх з нею наодинці. <...> Я хочу сказати, що, коли режисери SH2 просили мене виразити душевний біль, все, що мені треба було зробити, — це витягти якісь темні спогади, і мене знову супроводжував сум. | Праві лапки |

Усі актори грали свої ролі наживо на сцені з кількома камерами, командою та режисерами. Камери були трьох видів: звичайні, магнітні та лазерні. Звичайні камери записували міміку, а інші використовувалися для захоплення руху. Найскладнішою сценою актор назвав короткий епізод, де він підіймав тіло Мері зі смертного ложа, потім повертався та виносив її. Сіхі знайшов потрібні емоції, проте не міг досягти потрібної швидкості дій. Наступного дня він застосував шкільний сценічний прийом і правильно зіграв сцену з другого дубля. На озвучування Сіхі витратив усього 4 дні, тоді як сценічне виконання відбувалося протягом 4 місяців. Кілька днів пішло на запис ходьби, бігу та сцен смерті. Роботу на майданчику Гай назвав захопливою, але виснажливою. Попервах він не знав, чим закінчується сценарій. Частково його гра була натхнена творчістю актриси Грети Гарбо. Джеремі вважав, що епізод, де Мері читає останнього листа, був найбільш емоційним з тих, що він коли-небудь зустрічав. Моніка Хорган по закінченні запису цієї сцени розплакалася. Даний фрагмент був записаний з першого дубля.
Девід Шауфеле, як і його друг Сіхі, прийшов на прослуховування разом з дочкою. Він, в числі двадцяти інших акторів, проходив проби на дві ролі одночасно, але амплуа Едді видалося йому набагато легшим. Шауфеле хотів змінити деякі риси свого персонажа, проте японським дизайнерам не подобалися такі імпровізація та експерименти. У нього був фрагмент сценарію лише з репліками свого героя, тому Девіду було важко отримати повне розуміння перебігу подій. Уявляючи монстрів, він не знав, як чудовиська насправді виглядатимуть та звучатимуть. На ранній стадії виробництва йому дали ескіз персонажа та приблизні описи ролі, наприклад: «Пройти крізь двері», «Ви чуєте шум. Зупиніться та озирніться навколо» і тому подібне.
Жаклін Брекенрайдж на момент початку роботи над проектом вже неодноразово займалася озвучуванням персонажів телепередач. Вона згадувала як увійшла до великої кімнати, де сиділо кілька чоловіків. Один з них, Джеремі, підійшов до актриси та попросив вискочити йому на спину і, гамселячи кулаками, кричати: «Я тебе ненавиджу!» Кастинг для Брекенрайдж пройшов вдало. Розробники в особливий спосіб готували юну актрису до своєї ролі. В одній зі сцен вони попросили бігти за кимось, зачинити шафу, а потім засміятися. Лише набагато пізніше Жаклін дізналася, що в цьому епізоді вона зачиняла Джеймса в кімнаті наодинці з монстром. Режисери були дуже обережні й намагалися захистити дитину від будь-якого небажаного контенту. Найбільше актрисі сподобалося захоплення руху — їй потрібно було бігати, лазити по стінах і падати на мати у спеціальному костюмі.
Обличчя Сіхі було видалене з документального фільму про створення гри. Konami не повідомляла Гаю про вихід цієї стрічки, через що він неприхильно відгукувався про керівництво корпорації. Після анонсу Silent Hill HD Collection видавець попросив підписати усіх акторів необхідні документи «заднім числом». Однак Сіхі вважав, що Konami винна йому відрахування за перевидання гри, оскільки він надавав права на використання свого образу лише в оригінальній PS2-версії Silent Hill 2. Видавець у відповідь повідомив, що HD-видання вийде з новим озвученням від інших акторів і додаткових виплат Гай не отримає. Бейкер в інтерв'ю заявляв, що не можна підставляти під удар власних роботодавців і в тому, що Сіхі не запропонували участь в проекті, винен лише він сам. Мері Елізабет Макглінн вважала, що їм вдалося привнести дещицю природності в свою роботу, та сподівалася, що шанувальники схвалять нову версію гри. Проте оновлені голоси викликали негативну реакцію фанатів серії. Врешті Сіхі зв'язався з продюсерами й урочисто підписав папери разом зі своїми колегами. Тож перевидання у підсумку підтримувало дві версії озвучування.

### Концепція
Концепція гри вибудована навколо нового для серії виду страху. В Silent Hill 2 інстинктивний острах викликається тим, що гравець не бачить небезпеку, хоча й знає, що поруч щось є. На думку Імамури, якщо певним чином дати геймеру зрозуміти, що поруч щось є, це викличе більш сильне відчуття, ніж якщо його просто налякати. Масахіро Іто хотів передати емоції не так візуально, як духовно та розумово. Почуття страху в проекті було результатом серйозного мозкового штурму. Такайосі Сато казав: 
| Ліві лапки | Жах має проймати серця людей. <...> І щоб цього досягти, треба оголити людські емоції та їх мотивацію, аби пробудити бажання жити. Кожного непокоять лише два питання: секс і смерть. Щодня. І якщо ми хочемо налякати чи приголомшити, то маємо серйозно замислитися над цими двома темами. | Праві лапки |

До кожної смерті Team Silent прагнули додати еротизм. Це виражалося в дизайні монстрів. Наприклад, Мертві медсестри були одягнені в короткі сукні з глибокими вирізами на грудях, Манекен складався лише з ніг, Пирамідоголовий ґвалтував двох істот. Концепція знаходила своє відображення і в дуалізмі Марії: в ній крижаний холод, подібний смерті, змінювався чуттєвістю. Найзначнішим епізодом, що яскраво ілюструє ці постулати, стала сцена в тюрмі. Сугуру Муракосі пояснював, що в цій сцені з Джеймсом розмовляє Марія, проте вона дуже нагадує Мері. Це місце мало збентежити гравців та змусити їх задуматися, що, можливо, вона і є Мері. Зазвичай Марія сексуальна, але тут Муракосі спробував зменшити її звабливість. А наприкінці Марія, що прикидалася Мері, знову стає собою; її голос та поза стають більш сласними. Така емоційна двозначність додавала хорору поетичності.

### Символізм і аналіз

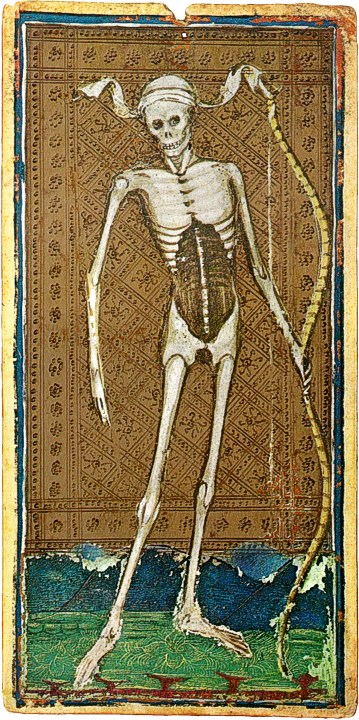
Діркам відповідає карта Смерті

До гри було включено багато «дивних» і психологічних елементів. Сюди відносяться символічні дірки, червоні квадрати, зникаючий лист, працюючі в покинутому місті світлофори, спосіб отримання пістолету, монстри у реальному світі, нереалістична структура будівель тощо:29. В Історичній спілці головний герой знаходить так звані «дірки», до яких також відносяться вертикальні коридори та отвори з драбинами. Джеймс неодноразово перетинає їх наскрізь, ніби його щось притягує. Незвичайні коридори та двері в підлозі свідчать про нереальність світу, котрий бачить герой. Ці отвори символізують прірву, що відкрилася в його серці. Вони є дорогою до глибин душі, і з їх допомогою протагоніст потрапляє у світ власної підсвідомості та визнає скоєний злочин. Дірки ваблять людей, в чиїх серцях криється пітьма.
Як візуальні прийоми у грі були використані два символи серії: туман і пітьма. Мета їхнього використання — налякати гравця. Вони приховують горизонт, обмежують поле зору, стирають межі між небом і землею, утворюючи нечітку межу між сном та дійсністю. Туман можна сприймати як думки мертвих, що підіймаються з дна озера і стеляться Сайлент Хіллом. Для створення відповідної атмосфери також використано noise-ефект, що посилюється по мірі розгортання подій. А кути, під якими дивиться віртуальна камера, мають передавати душевний стан задіяних у сцені персонажів.
Бекграунди в проекті ґрунтуються на принципі відрази та тяжіння. Не зважаючи на свій достатньо дивний і неприємний вигляд, вони, на думку Team Silent, не позбавлені краплі чарівності й суттєво впливають на атмосферу. Артдиректор хотів створити щось, що дійсно бентежитиме гравців, одночасно і ваблячи їх. Вуличні екстер'єри мали створювати відчуття, що місто більше, ніж може собі уявити сторонній спостерігач. Послідовності певних просторів і приміщень мали викликати у гравця відчуття ізольованості. Спуск схилом через ліс до кладовища, що трапляється на початку гри, навмисне зробили занадто затяжним, аби у гравців з'являлося відчуття, що назад протагоніст вже не повернеться:104.
Художники також додали в проект багато деталей, непомітних на перший погляд. Мертве тіло перед несправним телевізором в одній із квартир будинку «Лісова долина», котре гравці бачать зі спини, це сам Джеймс — використано ту ж полігональну модель, те ж обличчя. Цей образ відображає уяву головного героя. В іншій квартирі того ж будинку гравець знаходить ліхтарик на манекені; одяг, що висить на ньому, це сукня Мері. Всі ці загадкові деталі поєднувалися, аби сформувати фон, ідеальний для створення відчуття самотності:61.

### Джерела натхнення

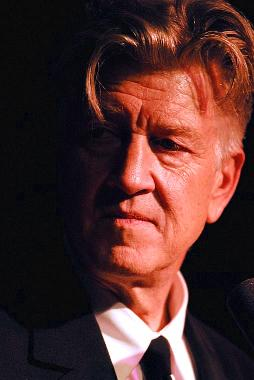
Розробники були зачаровані роботами Девіда Лінча та пов'язаними з ними страхітливими образами

### Монстри

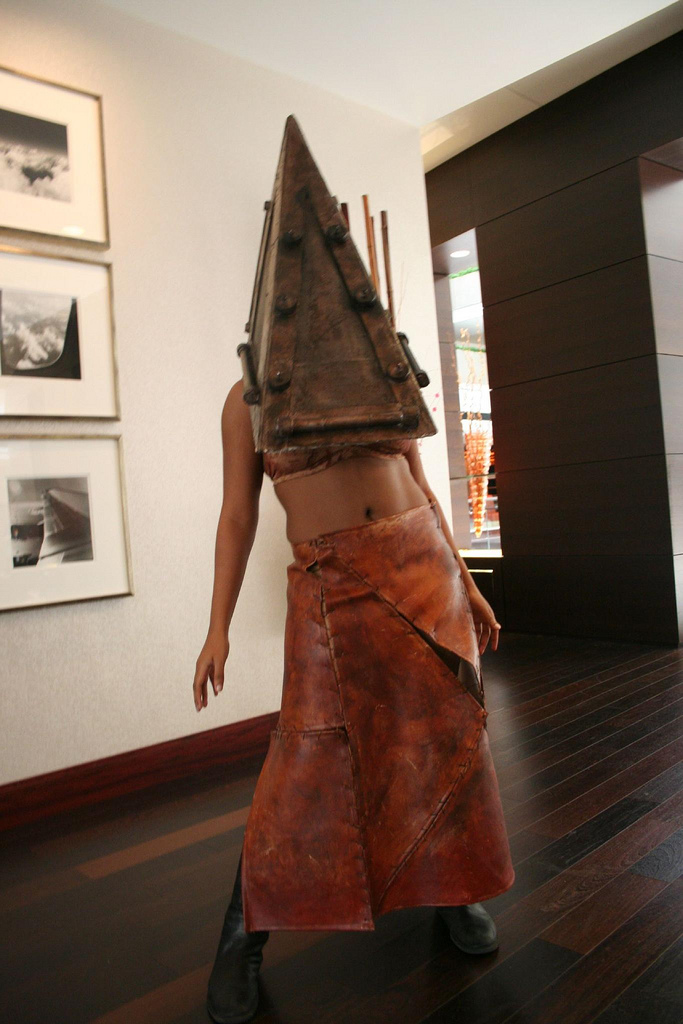
Косплей Пірамідоголового

### Виробництво та випуск

Лицьова сторона обкладинки японської версії альбому, де зображено Марію, що лежить на сцені клубу Heavens Night. У грі такий кадр не зустрічається